# Hans Wollenberg
Hans Heinrich Wollenberg (* 10. Mai 1893 in Sohrau, Oberschlesien, Deutsches Reich; † 5. September 1952 in London, Vereinigtes Königreich) war ein deutscher Jurist, Filmkritiker und Mitte der 1920er Jahre auch Filmproduktionsleiter dreier Stummfilme.

## Leben
Der gebürtige Oberschlesier Wollenberg hatte ein Jurastudium abgeschlossen und anschließend auch kurzzeitig als Jurist gearbeitet. Ab Neujahr 1920 war er Redakteur und juristischer Berater der Filmfachzeitschrift „Lichtbild-Bühne“ (LBB), für die er zahllose Filmkritiken verfasste und die Wollenberg zu einem der bekanntesten Vertreter seines Fachs der Weimarer Republik machten. „Seine Filmkritiken weisen ihn als nüchtern reportierenden Journalisten aus, nicht so sehr an der ästhetischen Erscheinung eines Films interessiert, sondern mehr an der inhaltlichen Aufbereitung. Er deckte ein weites publizistisches Spektrum ab und schrieb Kritiken ebenso wie Wirtschaftsanalysen, juristische Stellungnahmen oder Texte zu allgemeineren Aspekten des internationalen Films als Ware und Kunst.“
1923 wechselte er von der Filmtheorie zur praktischen Filmherstellung: Wollenberg leitete als Vorstand die Rimax Film AG, übernahm 1924 als Nachfolger von Wilhelm Prager die Geschäftsführung der Pege-Film GmbH bis zum Dezember gleichen Jahres und wurde im November 1924 Geschäftsführer der Paul Czinner Film GmbH. Von den drei Filmen, an deren Herstellung er beteiligt war, erregte vor allem Paul Czinners Drama Nju, mit Czinners späteren Ehefrau Elisabeth Bergner in der Titelrolle, einiges Aufsehen. 1926 kehrte Wollenberg zur LBB zurück und setzte seine publizistische Tätigkeit fort. Infolge der nationalsozialistischen Machtergreifung und der allgemeinen Arisierungsmaßnahmen wurde Hans Wollenberg aus dem LBB-Verlag entlassen. Als Chefredakteur der Wochenzeitschrift des Reichsbundes jüdischer Frontsoldaten „Der Schild“ wurde ihm Redeverbot erteilt.
1938 floh Wollenberg aus Hitler-Deutschland in Richtung Tschechoslowakei, bis ihm im darauf folgenden Jahr die Ausreise nach Großbritannien gelang. Seit 1944 konnte er dort wieder als Filmpublizist arbeiten, so veröffentlichte Wollenberg beispielsweise 1948 die Studie „Fifty Years of German Film“. 1949 kehrte er für Vorträge nach elf Jahren erstmals wieder nach Deutschland zurück. Hans Heinrich Wollenberg starb im September 1952 in London.

## Filmografie
- 1924: Die Radio-Heirat
- 1924: Nju
- 1925: Heiratsannoncen